# Инженер-адмирал
Инженер-адмирал (после 1971 года адмирал-инженер) — одно из званий высшего командного состава инженерно-корабельной службы Военно-морских сил СССР.
Выше инженер-вице-адмирала. Соответствует званиям генерал-полковник и армейский комиссар 2-го ранга, комиссар государственной безопасности 2-го ранга; аналог воинского звания адмирал в советском, российском и иностранных военно-морских флотах.